# 高知県立林業大学校
高知県立林業大学校（こうちけんりつりんぎょうだいがっこう、英称：Kochi Prefectural Forestry College)は、高知県香美市土佐山田町にある高知県条例に基づき設置した教育訓練機関である。
2015年4月に高知県立林業学校として、「短期課程」と「基礎課程」を先行開講。2018年4月に森林管理、林業技術、木造設計の3コースからなる「専攻課程」を加え、高知県立林業大学校として本格開校した。校長は建築家の隈研吾。
2018年10月27日には高知県で開催された「第38回全国豊かな海づくり大会」の行幸先に選ばれ天皇・皇后の視察を受けた。

## 特色
林業・木材産業の担い手から中大規模の木造建築を提案できる木造設計士まで幅広い人材を養成する。就職は、高知県林業労働力確保支援センターと連携した支援が行なわれる。また、高知県緑の青年就業給付金事業を活用した給付金制度がある。
校舎は高知県が需要拡大に努める新建材CLTや日本伝統の貫工法を活用した木造工法2階建て。全天候対応型の大型実習棟には全国初の林業架線シミュレーターを設置している。

## 研修課程
- 基礎課程

林業への就業を希望する者を対象とした課程。研修期間は1年間。林業分野に就業するうえで必要な12の特別教育及び技能講習を1年で取得可能。また、卒業後は専攻課程（森林管理コース、林業技術コース）への進学も可能。履修後に高知県認定林業作業士の称号が付与される。
- 専攻課程

林業、建築について一定の知識を持つ者を対象とした課程。大学教授や各分野の第一線で活躍する各分野の専門家を特別教授として招へいし、時代をリードする一流講師陣による充実した授業で最先端の技術や知識が身につくようになっている。下記の1コースを設置。研修期間はいずれも1年間。
- 森林管理コース

森林GISの活用や森林施業プラン書の作成技術などを習得した、林業経営の中核を中核を担う人材を養成するコース。履修後に高知県認定森林管理士の称号が付与される。
- 林業技術コース

高性能林業機械のメンテナンスや架線技術などを習得した、林業技術のエキスパートを養成するコース。履修後に高知県認定林業技術管理士の称号が付与される。
- 木造設計コース

木造住宅から中大規模木造までの設計技術を習得した、木造建築のプロデューサーを養成するコース。履修後に県認定木造設計士の称号が付与される。
- 短期課程

小規模林業実践者や、森林、林業、建築に興味を持つ者などを対象とした課程。研修期間が1日～1ヶ月程度のコースを設置。専攻課程の特別教授による授業をリカレントコースとして一般公開している。建築に関連するコースでは建築士会CPDに認定されるプログラムもある。

## 取得可能な資格
基礎課程において取得可能な資格
- 伐木等の業務に係る特別教育修了証

- 刈払機取扱作業者安全衛生教育修了証

- 車両系建設機械運転技能講習修了証

- フォークリフト運転技能講習修了証

- 小型移動式クレーン運転技能講習修了証

- 玉掛け技能講習修了証

- 不整地運搬車運転技能講習修了証

- 走行集材機械運転業務特別教育修了証

- 伐木等機械運転業務特別教育修了証

- 簡易架線集材装置等運転業務特別教育修了証

- はい作業従事者安全教育修了証

- 機械集材装置運転業務特別教育修了証

- 狩猟免許（わな猟免許）

専攻課程（林業技術コース）において取得可能な資格
- 架線作業主任者講習（※森林管理コースも取得可能）

- 車両系建設機械運転技能講習（解体用）

- 高所作業車運転技能講習

- ロープ高所作業特別教育

## 所在地
〒782-0078
高知県香美市土佐山田町大平80

## 交通
- 南国I.Cより約12km(車で約30分)

- 高知龍馬空港より約13km(車で約30分)

- JR土佐山田駅より約6km（タクシーで約20分／高知工科大方面JRバス停「談議所」から徒歩約40分）